# Caprella geometrica
Caprella geometrica är en kräftdjursart. Caprella geometrica ingår i släktet Caprella och familjen Caprellidae. Inga underarter finns listade i Catalogue of Life.